# Николай V (антипапа)
Николай V (на италиански: Niccolò V, nato Pietro Rainalducci, Nikolaus V, * ок. 1275 в Корваро, до Риети, Италия, † 16 октомври 1333 в Авиньон), роден Пиетро Райналдукчи, е от 1328 до 1330 г. антипапа на Йоан XXII (1328–1330). Той не трябва да се бърка с регулярно избрания папа със същото име Николай V (Томазо Парентучели), който служи от 1447 до 1455 г.
Пиетро Райналдукчи произлиза от обикновено семейство. Пет години той е женен за Джиована Матей и влиза във францисканския манастир Санта Мария в Рим. По желание на крал Лудвиг IV той е избран на 12 май 1328 г. от италианския народ за папа. Николай V коронова Лудвиг IV в Рим за император. След това той не намира поддръжници.
След като му се обещава да остане жив и да получи пенсия Николай се отказва след две години от службата си и се подчинява на 25 август 1330 г. на папа Йоан XXII. Три години той живее в Авиньон, където умира на 16 октомври 1333 г. Той е погребан във францисканската църква в Авиньон.